# Enoplognatha hermani
Espèce
Enoplognatha hermani est une espèce d'araignées aranéomorphes de la famille des Theridiidae.

## Distribution
Cette espèce est endémique d'Algérie.

## Publication originale
- Bosmans & Van Keer, 1999 : The genus Enoplognatha Pavesi, 1880 in the Mediterranean region (Araneae: Theridiidae). Bulletin of the British arachnological Society, vol. 11, p. 209-241.